# Lista de municípios do Pará por IFDM
Esta é uma lista de municípios do Pará ordenados por Índice FIRJAN de Desenvolvimento Municipal (IFDM) conforme dados divulgados pelo Sistema FIRJAN em 2015 com base no ano de 2013.
O Índice FIRJAN de Desenvolvimento Municipal (IFDM) é um estudo anual criado para acompanhar o desenvolvimento humano, econômico e social dos municípios do Estado do Rio de Janeiro e do Brasil (5.565 no total), com base exclusivamente em estatísticas oficiais. Ele leva em conta três indicadores: emprego e renda como um único indicador e educação e saúde como indicadores separados, cada qual com um conjunto respectivo de variáveis. Devido às suas características, a ferramenta tem servido como uma fotografia de políticas públicas e como fonte para "estudos nacionais e internacionais a respeito do desenvolvimento brasileiro". Mesmo porque seu resultado é capaz de retratar o nível de desenvolvimento de cada cidade e, assim, dar uma ideia sobre a qualidade de vida de seus cidadãos.
O IFDM é semelhante ao Índice de Desenvolvimento Humano (IDH), calculado pela ONU. Uma diferença entre ambos é que os dados do IFDM “podem ser coletados todo ano”, ao passo que os do IDH só são levantados uma vez por década, pois dependem de “dados do censo demográfico, realizado a cada 10 anos.”

## Categorias

Mapa dos municípios do Pará por IFDM em 2013.Legenda:
Alto (nenhum município)
Moderado (18 municípios)
Regular (111 municípios)
Baixo (11 municípios)
Sem dados (3 municípios)

O índice varia de zero (valor mínimo) até 1 (valor máximo), sendo considerado:
- Alto, resultados superiores a 0,8 pontos;
- Moderado, resultados entre 0,6 e 0,8 pontos;
- Regular, resultados entre 0,4 e 0,6 pontos;
- Baixo, resultados inferiores a 0,4 pontos;

## Lista dos municípios
| Posição                  | Município                  | IFDM Consolidado (2013) |
| Desenvolvimento alto     | Desenvolvimento alto       | Desenvolvimento alto    |
| ------------------------ | -------------------------- | ----------------------- |
| nenhum município         |                            |                         |
| Desenvolvimento moderado |                            |                         |
| 1º                       | Canaã dos Carajás          | 0.7351                  |
| 2º                       | Parauapebas                | 0.7220                  |
| 3º                       | Altamira                   | 0.7012                  |
| 4º                       | Belém                      | 0.6967                  |
| 5º                       | Castanhal                  | 0.6894                  |
| 6º                       | Marabá                     | 0.6830                  |
| 7º                       | Paragominas                | 0.6818                  |
| 8º                       | Santarém                   | 0.6710                  |
| 9º                       | Ananindeua                 | 0.6531                  |
| 10º                      | Tucuruí                    | 0.6323                  |
| 11º                      | Barcarena                  | 0.6308                  |
| 12º                      | Redenção                   | 0.6166                  |
| 13º                      | Marituba                   | 0.6164                  |
| 14º                      | Vitória do Xingu           | 0.6152                  |
| 15º                      | Igarapé-Açu                | 0.6137                  |
| 16º                      | Rio Maria                  | 0.6130                  |
| 17º                      | Terra Alta                 | 0.6117                  |
| 18º                      | Tailândia                  | 0.6114                  |
| Desenvolvimento regular  |                            |                         |
| 19º                      | Xinguara                   | 0.5987                  |
| 20º                      | Abel Figueiredo            | 0.5980                  |
| 21º                      | Tucumã                     | 0.5954                  |
| 22º                      | Ulianópolis                | 0.5908                  |
| 23º                      | Benevides                  | 0.5904                  |
| 24º                      | Novo Progresso             | 0.5807                  |
| 25º                      | Santarém Novo              | 0.5778                  |
| 26º                      | São Francisco do Pará      | 0.5742                  |
| 27º                      | Juruti                     | 0.5735                  |
| 28º                      | Abaetetuba                 | 0.5734                  |
| 29º                      | Moju                       | 0.5695                  |
| 30º                      | Acará                      | 0.5663                  |
| 31º                      | Bonito                     | 0.5648                  |
| 32º                      | Irituia                    | 0.5606                  |
| 33º                      | Santa Izabel do Pará       | 0.5599                  |
| 34º                      | Uruará                     | 0.5568                  |
| 35º                      | Colares                    | 0.5558                  |
| 36º                      | Nova Ipixuna               | 0.5544                  |
| 37º                      | Oriximiná                  | 0.5543                  |
| 38º                      | Monte Alegre               | 0.5524                  |
| 39º                      | Itaituba                   | 0.5506                  |
| 40º                      | Capanema                   | 0.5483                  |
| 41º                      | Nova Timboteua             | 0.5381                  |
| 42º                      | Brasil Novo                | 0.5355                  |
| 43º                      | Cametá                     | 0.5278                  |
| 44º                      | Rondon do Pará             | 0.5259                  |
| 45º                      | Breu Branco                | 0.5255                  |
| 46º                      | Almeirim                   | 0.5246                  |
| 47º                      | Soure                      | 0.5234                  |
| 48º                      | Salinópolis                | 0.5233                  |
| 49º                      | Bragança                   | 0.5228                  |
| 50º                      | Ourilândia do Norte        | 0.5145                  |
| 51º                      | Placas                     | 0.5140                  |
| 52º                      | São Geraldo do Araguaia    | 0.5135                  |
| 53º                      | Tomé-Açu                   | 0.5115                  |
| 54º                      | Pau-d'Arco                 | 0.5091                  |
| 55º                      | Brejo Grande do Araguaia   | 0.5079                  |
| 56º                      | Sapucaia                   | 0.5062                  |
| 57º                      | Conceição do Araguaia      | 0.5052                  |
| 58º                      | Santa Bárbara do Pará      | 0.5047                  |
| 59º                      | Prainha                    | 0.5030                  |
| 60º                      | Santa Luzia do Pará        | 0.5027                  |
| 61º                      | Curionópolis               | 0.5005                  |
| 62º                      | Primavera                  | 0.5004                  |
| 63º                      | Ourém                      | 0.5002                  |
| 64º                      | Piçarra                    | 0.4998                  |
| 65º                      | Medicilândia               | 0.4990                  |
| 66º                      | Peixe-Boi                  | 0.4961                  |
| 67º                      | São João da Ponta          | 0.4923                  |
| 68º                      | Floresta do Araguaia       | 0.4915                  |
| 69º                      | Magalhães Barata           | 0.4860                  |
| 70º                      | Terra Santa                | 0.4818                  |
| 71º                      | Jacundá                    | 0.4796                  |
| 72º                      | Breves                     | 0.4789                  |
| 73º                      | Baião                      | 0.4788                  |
| 74º                      | Viseu                      | 0.4768                  |
| 75º                      | Anapu                      | 0.4742                  |
| 76º                      | Cachoeira do Piria         | 0.4738                  |
| 77º                      | Novo Repartimento          | 0.4729                  |
| 78º                      | Concórdia do Pará          | 0.4700                  |
| 79º                      | Afuá                       | 0.4698                  |
| 80º                      | Trairão                    | 0.4696                  |
| 81º                      | Bom Jesus do Tocantins     | 0.4690                  |
| 82º                      | São Félix do Xingu         | 0.4688                  |
| 83º                      | Belterra                   | 0.4678                  |
| 84º                      | Alenquer                   | 0.4678                  |
| 85º                      | Dom Eliseu                 | 0.4662                  |
| 86º                      | São Miguel do Guamá        | 0.4656                  |
| 87º                      | Augusto Corrêa             | 0.4642                  |
| 88º                      | São João de Pirabas        | 0.4628                  |
| 89º                      | Curuçá                     | 0.4628                  |
| 90º                      | São Caetano de Odivelas    | 0.4625                  |
| 91º                      | Goianésia do Pará          | 0.4605                  |
| 92º                      | Aveiro                     | 0.4592                  |
| 93º                      | Itupiranga                 | 0.4566                  |
| 94º                      | Santana do Araguaia        | 0.4547                  |
| 95º                      | Inhangapi                  | 0.4536                  |
| 96º                      | Chaves                     | 0.4514                  |
| 97º                      | Santo Antônio do Tauá      | 0.4504                  |
| 98º                      | Oeiras do Pará             | 0.4503                  |
| 99º                      | Cachoeira do Arari         | 0.4472                  |
| 100º                     | Salvaterra                 | 0.4470                  |
| 101º                     | Igarapé-Miri               | 0.4461                  |
| 102º                     | Rurópolis                  | 0.4440                  |
| 103º                     | Ponta de Pedras            | 0.4432                  |
| 104º                     | Maracanã                   | 0.4428                  |
| 105º                     | Pacajá                     | 0.4417                  |
| 106º                     | São Sebastião da Boa Vista | 0.4417                  |
| 107º                     | São João do Araguaia       | 0.4410                  |
| 108º                     | Eldorado dos Carajás       | 0.4380                  |
| 109º                     | Água Azul do Norte         | 0.4379                  |
| 110º                     | Vigia                      | 0.4374                  |
| 111º                     | Bujaru                     | 0.4343                  |
| 112º                     | Quatipuru                  | 0.4339                  |
| 113º                     | Anajás                     | 0.4339                  |
| 114º                     | Santa Maria das Barreiras  | 0.4338                  |
| 115º                     | Óbidos                     | 0.4330                  |
| 116º                     | Santa Maria do Pará        | 0.4318                  |
| 117º                     | Bannach                    | 0.4312                  |
| 118º                     | Garrafão do Norte          | 0.4302                  |
| 119º                     | Mãe do Rio                 | 0.4280                  |
| 120º                     | Santa Cruz do Arari        | 0.4254                  |
| 121º                     | Marapanim                  | 0.4231                  |
| 122º                     | Faro                       | 0.4224                  |
| 123º                     | São Domingos do Araguaia   | 0.4207                  |
| 124º                     | São Domingos do Capim      | 0.4196                  |
| 125º                     | Cumaru do Norte            | 0.4149                  |
| 126º                     | Melgaço                    | 0.4132                  |
| 127º                     | Curuá                      | 0.4117                  |
| 128º                     | Capitão Poço               | 0.4111                  |
| 129º                     | Senador José Porfírio      | 0.4060                  |
| Desenvolvimento baixo    |                            |                         |
| 130º                     | Muana                      | 0.3996                  |
| 131º                     | Tracuateua                 | 0.3969                  |
| 132º                     | Limoeiro do Ajuru          | 0.3871                  |
| 133º                     | Aurora do Pará             | 0.3845                  |
| 134º                     | Gurupá                     | 0.3812                  |
| 135º                     | Ipixuna do Pará            | 0.3755                  |
| 136º                     | Nova Esperança do Piriá    | 0.3753                  |
| 137º                     | Bagre                      | 0.3633                  |
| 138º                     | Jacareacanga               | 0.3614                  |
| 139º                     | Porto de Moz               | 0.3589                  |
| 140º                     | Portel                     | 0.3483                  |
| Sem dados                |                            |                         |
| Mocajuba                 |                            |                         |
| Palestina do Pará        |                            |                         |
| Curralinho               |                            |                         |